# Терзели
Терзели (на македонска литературна норма: Терзели) е село в община Валандово, Северна Македония.

## География
Селото е разположено в южното подножие на планината Плавуш.

## История
В края на XIX век Терзели е изцяло турско село в Дойранска каза на Османската империя. В „Етнография на вилаетите Адрианопол, Монастир и Салоника“, издадена в Константинопол в 1878 година и отразяваща статистиката на населението от 1873 година, Терзели (Terzéli) е посочено като селище с 14 домакинства, като жителите му са 38 мюсюлмани. Според статистиката на Васил Кънчов („Македония. Етнография и статистика“) от 1900 година, селото има 55 жители, всички турци.